# Massimo Pugliese
Massimo Pugliese (Avellino, 9 novembre 1967) è un dirigente sportivo italiano.

## Carriera
Massimo Pugliese è un imprenditore, a capo della Pufin Power (ex Ixfin) e in passato della Olivetti.
Ha ricoperto per quattro anni la carica di Presidente dell'Avellino, nelle stagioni calcistiche dal 2005-2006 al 2008-2009, quest'ultima culminata col fallimento della società. In precedenza era già stato patron del sodalizio irpino, lasciando però la presidenza a suo fratello Marco.